# Berényi Ádám
Berényi Ádám (Szilágysomlyó, 1922. január 6. – Kolozsvár, 1994. december 7.) romániai magyar egyetemi oktató, közgazdasági szakíró.

## Életútja
Középiskolai tanulmányait a kolozsvári református kollégiumban, felsőbb tanulmányait 1945-ben a kolozsvári egyetem közgazdasági karán végezte, ahol előadótanár (docens) lett. Több önálló jegyzetet adott ki és ő írta a Curs de economie politică (1970) című egységes tankönyv I. kötetének a tőkés világpiacra és a tőkés országok valutáris kapcsolataira vonatkozó fejezeteit. Tanulmányai a Probleme Economice, Korunk és Studia Universitatis Babeș-Bolyai hasábjain jelentek meg, vagy az akadémia kolozsvári fiókjának tudományos ülésszakain hangzottak el; többször szerepelt mint társszerző Kohn Hillel, Molnár Miklós, Kecskés József, Fekete Andor mellett.
Világgazdasági kérdéseken kívül Kolozsvár (1948) és Csík megye (1949) gazdasági problémáival s a romániai közgazdasági haladó hagyományokkal foglalkozott, így Gheorghe Barițiu (1957), Brassai Sámuel (1958) és Ion Ionescu de la Brad (1968) személyiségével. Gazdasági elméletek címmel egyetemi jegyzete jelent meg (1979).